# メッツラー行列
数学の分野におけるメッツラー行列（めっつらーぎょうれつ、英語: Metzler matrix）とは、全ての非対角成分が非負（0 以上）であるような行列のことである。すなわち
{\displaystyle M=(m_{ij});\quad m_{ij}\geq 0,\quad i\neq j}
が成立するような行列 M のことをメッツラー行列という。その名はアメリカの経済学者のロイド・メッツラーにちなむ。

## 概要
メッツラー行列は遅延微分方程式系や正線型力学系の安定性解析においてよく登場する。それらの系の性質は、メッツラー行列 M に対し M + aI（a は定数のスカラー、I は単位行列）の形を持つ行列に対して、非負行列の理論を適用することで導かれる。

## 定義と用語
数学の特に線型代数学の分野において、対角成分を除く全ての成分が非負であるような行列はメッツラー、準正あるいは本質的に非負などと呼ばれ、統一されてはいない。メッツラー行列は、Z-行列の非対角成分にマイナスをかけたものであることから、しばしば Z(−)-行列などとも表記される。

## 性質
- メッツラー行列の指数関数は、非負行列となる。
- メッツラー行列は非負象限に、非負の固有値に対応する固有ベクトルを持つ。

## 関連する定理
- ペロン・フロベニウスの定理